# Frederiksborg Gymnasium og HF
Frederiksborg Gymnasium og HF er en skole i Hillerød i Nordsjælland, hvor eleverne uddannes til almen studentereksamen og HF. Skolen fik sit nuværende navn 1. januar 1986, da den blev overtaget af Frederiksborg Amt. Skolen hed indtil da Frederiksborg Statsskole, og det navn ses stadig anvendt i omtale af skolen. Før skoleloven af 1903 var navnet Frederiksborg lærde Skole eller Latinskolen i Frederiksborg (Hillerød). Skolen er nu beliggende med en skråning ned mod Teglgårdssøen og har direkte adgang til Store Dyrehave. Den gamle Frederiksborg Statsskole lå først på Sønder Jernbanevej i nærheden af den gamle præstegård i Kannikegade, og da skolen flyttede i 1958, kom handelsskolen ind i bygningerne.
Skolen havde i skoleåret 2021/2022 155 elever indskrevet på HF og 1.217 indskrevet på STX, hvilket sammenlagt er et elevtal på 1.372. 128 lærere underviser på skolen, og februar 2022 havde 150 mennesker ansættelse på skolen.
I skoleåret 2021/2022 er skolens elevrådsforpersoner Timia Bromose og Julius Blauenfeldt.

## Skolens bygninger
Skolens hovedfløj er i fire etager og indeholder foruden administrationslokaler mv. også friarealer og 24 undervisningslokaler. Etagerne kendes på gulvenes respektive farver: Rød, blå og gul samt en kælder. I forlængelse af hovedfløjen starter den naturvidenskablige fløj, som også er i fire etager. I stueetagen er kemilokalerne, på 1. sal er biologilokalerne, på 2. sal er fysiklokalerne, og på 3. sal er naturgeografilokalerne.
Før i tiden var der også kunstneriske fag på 2. og 3. etage i den naturvidenskabelige fløj, men billedkunst, design og musiklokalerne findes nu i K-bygningen, hvor K står for kunst. Denne grå bygning skiller sig arkitektonisk ud og blev bygget i 2010. Da K-bygningen blev opført rummede den desuden undervisnings- og redigeringslokaler til mediefag, men skolen udbyder nu mediefag i 200-bygningen fra år 2014, hvor en fløj er indrettet med redigerings-, undervisnings og redaktionslokaler. I 200-bygningen findes desuden en række ordinære undervisningslokaler samt et opholdsrum.
I skolens nordøstlige ende findes pigesalen, der i dag fungerer som en ekstra idrætshal, samt drengesalen, der er renoveret og lavet om til to store dramalokaler med en tilhørende scene. Ved siden af pigesalen er et lille træningscenter indrettet. Udover pigesalen, har skolen en idrætshal, I-hallen, samt en nybygget sportshal nord for sportspladsen. Idrætshallen består af én stor hal, en dansesal, en klatrevæg samt et teorilokale og depoter. På sportspladsen findes en græsplæne, der ofte fungerer som en fodboldbane, samt en løbebane, to springgrave og en beachvolley-bane. Skolen har tre idrætssale, en idrætshal, en kantine og en stor festsal.
I forlængelse af hovedbygningen og som skolens syd-vest-vendte bygning ligger kantinen i stueetagen og Festsalen med plads til 600 tilskuere på 1. sal. I Festsalen findes en balkon og en scene med tilhørende scene- og sminkerum. Festsalen er udsmykket med en 20 meter lang mosaik og et portræt af Christian d. 4., som grundlagde skolen i 1630.

## Skolens historie
Den første skole i Hillerød var en latinskole, der oprettedes i 1568, men allerede ophørte igen i 1586.
Efter opførelsen af Frederiksborg Slot stiftedes Den kongelige frie skole ved fundats af 29. marts 1630. Med Christian 4. som bygherre indviedes en skolebygning i 1633. Skolen fik navnet Frederiksborg lærde skole.
Den oprindelige bygning brændte i 1834, men en ny opførtes 1836. I 1903 ændredes skolens navn til Frederiksborg Statsskole, et navn den beholdt, til den igen skiftede navn i 1986. Skolen flyttede i 1958 til nye bygninger lidt syd for Hillerød station ved Teglgård Sø på Carlsbergvej.

## Frederiksborgensersamfundet
Frederiksborgensersamfundet blev stiftet i 1901 som en selskabelig forening for skolens gamle elever. Efter nogle år med svigtende tilgang forsøger foreningen nu at forandre sig, og bestyrelsen har gjort en række tiltag, herunder etableringen af hjemmesiden frederiksborgensersamfundet.dk i 2009.

## Rektorer
- 1633-1645 Thomas Mikkelsen Hein (1598-ca.1668)
- 1645-1660 Albert Bartholin (1620-1663)
- 1660-1688 Søren Jensen (død 1688)
- 1688-1703 Jens Christophersen Ledøe (død 1703)
- 1703-1729 Torkil Rasmussen Grænovius (1671-1729)
- 1729-1730 Jørgen Wøldike (1699-1730)
- 1730-1766 Johannes Schrøder (1696-1774)
- 1766-1789 Povel Bendtsen (1723-1789)
- 1789-1830 Bendt Bendtsen (1763-1830)
- 1831-1836 Erich Giørup Tauber (1782-1854); 1834-36 vicarius rectoris: F.P.J. Dahl
- 1836-1864 Hans Morten Flemmer (1797-1864)
- 1864 0000 Frederik Wilhelm Wiehe (1817-1864)
- 1864-1889 Carl Berg (1812-1895)
- 1889-1902 Conrad Iversen (1833-1918)[7]
- 1902-1921 Karl Hude (1860-1936)
- 1921-1938 Lauritz Jørgen Ring (1873-1949)[8]
- 1939-1954 Hans M. Jensen (1885-1974)[9]
- 1954-1977 Hans W. Larsen (1908-1985)[10]
- 1977-1990 Jørgen Olsen (f. 1935)[11]
- 1989-1991 Viggo Petersen (konstitueret under Olsens orlov)[12]
- 1991–2018 Peter Kuhlman
- 2019–0000 Anders Krogsøe (f. 1976)[13]

## Kendte studenter fra skolen
- 1654 – Thomas Kingo (1634-1703), biskop og salmedigter[14]
- 1731 – Andreas Johansen Lundhoff (ca. 1710-1748), filosof
- 1750 – Morten Qvistgaard (1732-1798), godsejer
- 1783 – Christian Klingberg (1765-1821), advokat, nationalbanksdirektør, justitsråd
- 1795 – Frederik Wilhelm Willemoes (1778-1860), læge
- 1804 – Frederik Peter Jacob Dahl (1788-1864), teolog og lærer [15]
- 1806 – Christian Bagge Jensen (1786-1836)[a][15]
- 1811 – Peter Salicath (1794-1864), Advokat, konservativ politiker
- 1812 – Paul Bendtsen (1793-1849)[b][15]
- 1813 - Peter Georg Bang (1797-1861), statsminister, professor og nationalbanksdirektør
- 1813 – Peter Christian Stenersen Gad (1797-1851), biskop[c][15]
- 1816 – Morten de Svanenskiold (1799-1876), jurist og borgmester
- 1819 – Andreas Peter Berggreen (1801-1880), komponist
- 1819 – Carl Vilhelm Lange (1801-1869), overauditør og politiker
- 1819 – Carl Vilhelm Langberg (1801- )[d][15]
- 1819 – Michael Henrik Ludvig Dahlerup (1802-1889)[e][15]
- 1820 – Johan Nicolai Madvig (1804-1886), klassisk filolog og politiker[15]
- 1821 – Carl Henrik August Bendtsen (1804-1878)[f][15]
- 1823 – Frederik Christian von Haven (1806-1870), præst og politiker[g][15]
- 1827 – Carl Ludvig Jensen (1810-1902)[h][15]
- 1827 – Bolle Herman Mørch (1809-1890)[i][15]
- 1828 – Edvard Dahlerup (1812-1882), læge
- 1835 – Johan Reinhard (1817-1901)[j][15][16]
- 1836 - Emil Erslev (1817-1882), musikalsk forfatter og musikhandler
- 1837 – Christian Theodor Børre (1819-1885)[k][15]
- 1838 – Hans Christian Hertel (1820-1904)[l][15]
- 1839 – Louis Armand Emanuel Septimany du Plessis de Richelieu (1821-1859)[m][15]
- 1847 – Johannes Helms (1828-1895)
- 1847 – Caspar Martin Kopp (1829-1910)[n][15]
- 1853 – Sophus Heegaard (1835-1884)
- 1856 - Hans Christian Holch (1837-1906), folketingsmedlem
- 1866 – Ernst von der Recke (1848-1933)
- 1867 - Vilhelm Peter Schulin (1849-1922), kammerherre og amtmand
- 1870 - Georg Lerche (1853-1927, realeksamen)
- 1871 - Pauli Julius Lerche (1852-1931)
- 1874 – Carl Ewald (1856-1908)
- 1876 – E.F.S. Lund (1858-1928)
- 1876 – Aage Bojsen Møller (1857-1948)
- 1876 – Joakim Reinhard (1858-1925)
- 1877 – Otto Jespersen (1860-1943)
- 1881 – Frederik L. Østrup (1862-1959), teolog, dr.phil.
- 1883 – Christian Gottschalck-Hansen (1864-1956)
- 1883 - Alexander Svedstrup (1864-1930)
- 1884 – Ad. S. Jensen (1866-1953), professor, dr.phil.
- 1885 – Theodor Mortensen (1868-1952)
- 1885 – Frederik Rosenørn-Lehn (1867-1951)
- 1886 – J.W.C. Clausen (1868-1949)
- 1887 – Carl Wesenberg-Lund (1867-1955)
- 1889 – Poul Sørensen (1873-1964), alm. forberedelseseksamen; formand for Frederiksborgensersamfundet 1928-1935.
- 1891 – Otto Rolf Larssen (1873-1959)
- 1896 – Poul Ernst Andresen (1878-1952)
- 1896 – Aage Moltke-Leth (1878-1949)
- 1896 – Svend Neumann (1878-1955)
- 1897 – N.P. Jensen (1876-1958), redaktør
- 1897 – Flemming Lerche (1878-1972)
- 1897 – K.V. Olsen (1879-1963), lektor i engelsk
- 1899 – Frank le Sage de Fontenay (1880-1959)
- 1899 – A.G. Juel-Hansen (1878-1955)
- 1899 – Ejnar Sylvest (1880-1972)
- 1901 – Milton Nordsten (1883-1968), fabriksdirektør i Hillerød
- 1903 – Conrad Fabritius de Tengnagel (1885-1970)
- 1904 – Henry Dohn (1886-1971), direktør, civilingeniør
- 1904 – Hjalmar Heerup (1886-1961)
- 1904 – Kai Hugo Wineken (1887-1955)
- 1905 – Johannes M. Fabritius de Tengnagel (1887-1975)
- 1906 – Erik Begtrup (1888-1976)
- 1906 – Arne Kemp (1889-1974)
- 1907 – Poul Jensen (1888-1951), politimester[17]
- 1908 – Andreas Barfod (1890-1972)
- 1909 – Aage Krarup Nielsen (1891-1972)
- 1909 – Niels Henrik Nielsen (1888-1951)
- 1910 – Hartvig Frisch (1893-1950), undervisningsminister
- 1910 – Povl Holck (1892-1968), amtmand, kammerherre
- 1910 – Sigismund Schulin (1892-1968), lensgreve
- 1910 – Poul Peter Sveistrup (1892-1967)
- 1911 – Kai Hammer (1893-1977)
- 1911 – Ellisabeth von der Hude (1894-1976)
- 1911 – Jens Johansen (1893-1967)
- 1911 – H.S. Poulsen (1892-1978)
- 1911 – Justus Schwensen (1893-1976), godsejer
- 1911 – Jørgen S. Aabye (1893-1971)
- 1912 – Nikolai Brorson Fich (1894-1984)
- 1912 – Erik Hoffmann (1895-1966)
- 1912 – Otto Ramlau-Hansen (1894-1962)
- 1913 – Aase Hansen (forfatter) (1893-1981), cand.mag., forfatterinde
- 1913 – Kjeld Johansen (1895-1978)
- 1913 – A.J. Moe (1895-1980), civilingeniør[18]
- 1913 – Svend Nielsen (1893-1981)
- 1913 – Erik J. Petersen (1894-1971)
- 1913 – Kristen Skovgaard (1894-1968)
- 1914 – Tage Kemp (1896-1964)
- 1914 – Bjørn Kornerup (1896-1957)
- 1914 – Knud Larsen (1895-1981)
- 1915 – Harald Linde (1896-1980)
- 1915 – Aage Lybye (1896-1980)
- 1915 – Oscar Schulin (1897-1957), greve
- 1916 – Johannes Pedersen (1898-1975)
- 1916 – Hans Georg Skovgaard (1898-1969)
- 1917 – Karl Gustav Anker-Petersen (1898-1956)
- 1917 – Aksel Begtrup (1899-1977)
- 1917 – Erik von der Hude (1900-1956)
- 1917 – Johannes Marcussen (1898-1977)
- 1920 – Gregers Backhaus (1902-1980)
- 1920 – Bernt Hjejle (1901-1994), højesteretssagfører
- 1920 – Sven A. Holten (1902-1983)
- 1921 – Jørgen Kruse Bøggild (1903-1982)
- 1921 – Gerda Hansen (1902-1988), jurist, kontorchef
- 1921 – R. Jahn Nielsen (1903-1981), kontorchef i finansministeriet
- 1922 – Georg K. Stürup (1905-1988), psykiater Herstedvester
- 1923 – Adam Afzelius (1905-1957))
- 1924 – Aage Fasmer Blomberg ((1904-1990), historiker
- 1924 - Ove Rasmussen (1906-1982), højesteretssagfører
- 1925 – Niels Banke (1907-1983)
- 1925 – Bernhard Andersen (1906-1992)[19][20]
- 1927 – Peter Stenfeldt Mathiasen (1908-2003), kontorchef, cand.jur.
- 1929 – Svend Aage Dorn-Jensen (1910-1985)
- 1929 – Otto Rosenørn-Lehn (1909-1987), kammerherre og godsejer[21]
- 1933 - Jens Magnus Barfoed (1914-2008), skibsværftsdirektør
- 1935 - Henrik Hoffmeyer (1917-1986), psykiater og overlæge
- 1936 – Sven Barfoed (1917-2004), direktør og civilingeniør
- 1936 – Palle Bolten Jagd (1918-1988), officer og slotsforvalter
- 1936 – Nathalie Lind (1918-1999), minister og folketingsmedlem
- 1936 - Hans Reitzel (1918-2001), forlægger og direktør[o][22]
- 1944 - Christian Tortzen (1925-2012), dr.phil i søfartshistorie
- 1959 – Aage Bøttger Sørensen (1941-2001), professor i sociologi ved Harvard Universitet
- 1960 - Leif Hermann, tidl. folketingsmedlem
- 1962 – Klaus Hækkerup (f. 1943), tidl. borgmester og folketingsmedlem
- 1962 – Jørgen Marstrand (1943-2013), teknisk direktør i Herning Kommune[23]
- 1964 – Zita Boye-Møller (1944-1995), lærer og TV- og radiovært
- 1964 – Thor Pedersen (f. 1945), tidl. minister og Folketingets formand[24]
- 1965 – Lise Hækkerup (f. 1947), politiker
- 1967 – Anne Knudsen (1948-2022), chefredaktør på Weekendavisen
- 1967 – Asger Berg (f. 1949), forfatter
- 1969 - Jon Stokholm (f. 1951), bestyrelsesformand ved Herlufsholm Kostskole, fhv. højesteretsdommer og fhv. formand for Advokatsamfundet[25]
- 1970 - Christian Gorm Tortzen (f. 1951), klassisk filolog og fagbogsforfatter
- 1973 - Per Wium (f. 1954), musikjournalist[26]
- 1974 - Lars Goldschmidt (f. 1955), bestyrelsesmedlem
- 1976 – Klaus Nygaard (f. 1957), marinbiolog
- 1976 - Dan Schlosser (f. 1956), skuespiller og TV-vært
- 1978 - Pernille Sams (f. 1959), folketingsmedlem
- 1980 - Kim Bildsøe Lassen (f. 1963), journalist og TV-vært
- 1982 – Hans Pilgaard (f. 1963), journalist og TV-vært
- 1987 – Casper Christensen (f. 1968), komiker
- 1987 – Nick Hækkerup (f. 1968), fhv. minister, nu direktør i Bryggeriforeningen
- 1991 – Heidi Bank (f. 1972), folketingsmedlem, byrådsmedlem og ejendomsmægler[p]
- 1992 – Jokeren (f. 1973), rapper
- 1995 - Anders Fjeldsted (f. 1976), Stand up komiker
- 1998 – Mads Brynnum (f. 1979), stand-up-komiker
- 2002 - Sophie Løhde (f. 1983), folketingsmedlem og minister
- 2004 – Thor Möger Pedersen (f. 1985), tidl. skatteminister[27]
- 2004 – Katrine Muff Enevoldsen (f. 1985), komponist, sanger og TV-vært[28]
- 2008 – Caspar Lange Jensen (f. 1989), tidl. ungdomspolitiker
- 2018 – Thomas Meilstrup (f. 1998), sanger og skuespiller
- 2019 - Caroline Bohé (f. 1999), cykelrytter
- 2022 – Kathrine Møller Kühl, fodboldspiller ved Danmarks kvindefodboldlandshold[29]
- 2022 – Axel Vang Christensen (f. 2004), atlet og løber[30]